# Huta Barat
Huta Barat is een bestuurslaag in het regentschap Tapanuli Utara van de provincie Noord-Sumatra, Indonesië. Huta Barat telt 572 inwoners (volkstelling 2010).